# Pothyne octovittipennis
Pothyne octovittipennis là một loài bọ cánh cứng trong họ Cerambycidae.